# Ганс фон Гесслін
Ганс фон Гесслін (нім. Hans von Hößlin; 20 вересня 1880, Ербах-ім-Оденвальд, Німецька імперія — 18 серпня 1947, Любляна, Югославія) — німецький офіцер, генерал-лейтенант вермахту. Кавалер Німецького хреста в сріблі.

## Біографія
Вигодець з аристократичного роду Гесслін. Син ігженера Ґустава фон Гессліна (1848—1917).
В 1998 році, після закінчення гімназії, поступив на трирічну службу добровольцем в 3-й піхотний полк «Принц Карл Баварський» Баварської армії. В 1912 році направлений у військову академію, яку не зміг закінчити через початок Першої світової війни. Учасник Першої світової війни, відзначений численними нагородами. На честь Ганса керівник оркестру 19-го піхотного полку створив «Марш Гессліна».
Після війни продовжив службу в рейхсвері, майже весь час перебував у Баварії. З 1920 по 1924 року служив у штабі 7-го військового округу. В кінці 1924 року призначений командиром батальйону в Аугсбурзі. В 1927—1928 роках служив у Імперському міністерстві оборони. з 1928 року — начальник штабу 7-ї (баварської) дивізії. з 1 жовтня 1929 року — командир 19-го (баварського) піхотного полку. З 1 квітня 1931 — командир піхотних частин 7-го військового округу. 31 березня 1932 року відправлений у відставку.
1 липня 1938 року призваний на службу, проте не отримав посади. Під час масової мобілізації 26 серпня 1939 року призначений командиром запасних частин 18-го військового округу (Зальцбург), в листопаді з підконтрольних Гессліну частин була сформована 188-ма дивізія (згодом неодноразово перейменовувалась: дивізія №188, 188-ма резервна гірсько-піхотна дивізія та 188-ма гірсько-піхотна дивізія). Гесслін залишався командиром дивізії до кінця війни (окрім нетривалого періоду в 1943 році, коли він був протягом трьох місяців був заступником командира 18-го військового округу та певний час перебував в резерві ОКГ). з 1943 року і до кінця війни дивізія була розгорнута в Італії та Югославії. Після капітуляції Німеччини разом із своїми підлеглими Гесслін здався в полон.
18 серпня 1947 Ганс фон Гесслін у Любляні був засуджений югославським трибуналом до страти через повішення за звинуваченням у злочинах проти мирних жителів. Вирок виконаний в той же день.

## Сім'я
Перша дружина — Лілі Шмід (28 липня 1889, Гоф — ???). Одружилися 3 червня 1909 року в Гофі, розлучилися 28 лютого 1928 року в Берліні. В шлюбі народилися двоє синів — Вальтер і Вінфрід.
Друга дружина — Урсула Фестнер (3 лютого 1906, Герліц — ???). Одружилися 6 квітня 1933 року в Герліці. В шлюбі народився син Рюдіґер. 

## Звання
- Оберлейтенант (2 серпня 1914)
- Гауптман (12 жовтня 1914)
- Майор
- Оберстлейтенант
- Оберст (1928)
- Генерал-майор (1 квітня 1931)
- Генерал-лейтенант (31 березня 1932)

## Нагороди
- Залізний хрест 2-го і 1-го класу
- Орден «За заслуги» (Баварія) 3-го класу з мечами і короною
- Хрест «За вислугу років» (Баварія) 2-го класу (24 роки)
- Медаль «За відвагу» (Гессен)
- Ганзейський Хрест (Гамбург)
- Хрест «За військові заслуги» (Австро-Угорщина) 3-го класу з мечами і військовою відзнакою
- Орден Святого Йоанна (Бранденбург), почесний лицар
- Почесний хрест ветерана війни з мечами
- Хрест Воєнних заслуг 2-го і 1-го класу з мечами
- Німецький хрест в сріблі (31 серпня 1942)